# Stonasla consors
Stonasla consors är en insektsart som beskrevs av White 1878. Stonasla consors ingår i släktet Stonasla och familjen dvärgstritar. Inga underarter finns listade i Catalogue of Life.